# Sanbeiji

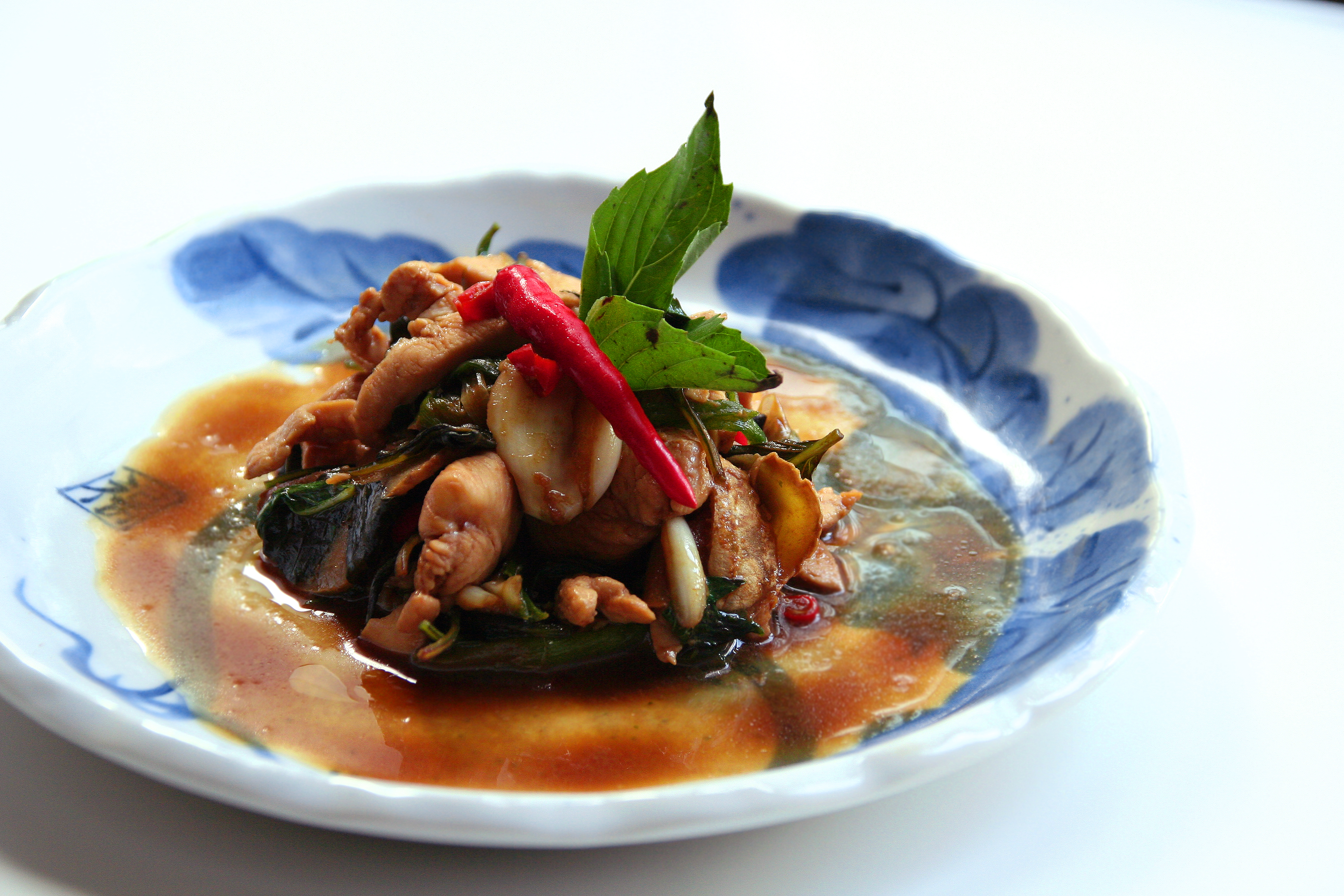
Un plato de sanbeiji

El sanbeiji (en chino tradicional, 三杯雞; en chino simplificado, 三杯鸡; pinyin, sān bēi jī; literalmente, ‘pollo tres copas’) es un plato de pollo popular en la gastronomía de China. Tiene su origen en la provincia de Jiangxi, al sur de China, y es una especialidad de Ningdu. Sin embargo, se ha hecho especialmente popular en Taiwán, hasta el punto de decirse que «un restaurante que no prepare sanbeiji no es un auténtico restaurante taiwanés».
Hay varias versiones sobre el origen de este plato. Estas historias suelen incluir a un cocinero que puso tres copas de salsa en una olla de barro y las dejó a fuego lento mucho tiempo. Una versión alude al héroe nacional de la dinastía Song Wen Tianxiang, oriundo de Jiangxi: un amable guarda de prisiones preparó el plato para él usando los pocos recursos disponibles antes de su ejecución.

## Las tres copas
El plato toma su nombre de las copas de salsa que incluye. Para cada pollo, se usa una copa de salsa de soja, otra de vino de arroz (normalmente mijiu, si bien puede mezclarse con jui de Shaoxing) y otra de aceite de sésamo. Lin Shangquan, un famoso chef taiwanés, cree que la receta tradicional incluía una copa de azúcar en lugar de vino de arroz, además de jengibre y albahaca.
El pollo se cocina junto con las salsas en una olla de barro a fuego fuerte durante diez minutos, y luego se baja el fuego para permitir que las salsas sean absorbidas por la carne. El plato suele servirse en la cazuela en la que se cocina, sin salsa; es decir, se cocina hasta que toda la salsa se evapora y es absorbida por el pollo. Cuando se lleva a la mesa, el pollo debe estar chisporroteando, lo que le proporciona una textura más crujiente y un sabor más intenso, a diferencia de otros platos chinos y taiwaneses. Puede acompañarse de arroz hervido o arroz congee.
Otras carnes, como son el cerdo o la rana, pueden sustituir al pollo en esta receta sin que el sabor se resienta.